# Список депутатов Верховного Совета СССР 3-го созыва
Верховный совет СССР III созыва был избран 12 марта 1950 года, заседал до марта 1954 года.
| # А Б В Г Д Е Ё Ж З И К Л М Н О П Р С Т У Ф Х Ц Ч Ш Щ Э Ю Я |

## А
- Абаджян, Гарегин Михайлович
- Абаев, Алексей Евстафьевич
- Абдуллаев, Ильяс Керим оглы
- Абдуллаев, Миллибай
- Абдуллаев, Юсуф Мирза
- Абдурахманов Абдуджабар Абдуджабарович
- Абзалон-Саксе Анна Оттовна
- Абилов Махмуд Абдул Рзаевич
- Абильгазин, Ахан
- Абрамов, Седрак Карапетович
- Абрамова, Анна Григорьевна
- Абрасимов Пётр Андреевич
- Авакян, Фируза Петросовна
- Авдымова, Огуль Курбан
- Авхимович Николай Ефремович
- Алиев, Ага Юсуп
- Агабабов, Аршавир Аветисович
- Агаджанян, Егиш Минасович
- Агаев, Нуркули
- Агаларова, Бахар Амирали кызы
- Агафонов, Пётр Александрович
- Агладзе, Рафаил Ильич
- Адаменко Галина Андреевна
- Айдинбеков, Салам Мухтадирович
- Айни Садриддин Саидмурадович
- Акопов, Егише Семёнович
- Акрамова, Ибадатхон
- Алавидзе, Георгий Артёмович
- Александрова, Анна Васильевна
- Александровская Лариса Помпеевна
- Алексеев, Виктор Петрович
- Алексеев, Степан Семёнович
- Алекян, Гегам Багратович
- Алёхин, Тихон Егорович
- Алёшкин, Иван Прохорович
- Алибаева, Ханифа
- Алиев, Азиз Мамед Керим оглы
- Алиев, Гаджикасум Шихмурзаевич
- Алиев, Гюль Бала Ага Бала оглы
- Алиев, Муса Мирзоевич
- Алиев, Рустам Аллахверды оглы
- Алимов Ариф Алимович
- Алимов, Давлят Алимович
- Алимов, Сали
- Аллахвердиев, Тофик Али-Гейдар оглы
- Алтыбаева, Бахты
- Алфёров Павел Никитович
- Аманова, Бури Фазиловна
- Амбарцумян, Виктор Амазаспович
- Амелин, Пётр Григорьевич
- Амирханян, Амо Азизович
- Аммосов, Пётр Васильевич
- Амосов, Василий Матвеевич
- Ананьева, Любовь Ивановна
- Ангелина, Прасковья Никитична
- Андреев, Андрей Андреевич
- Андреев, Никита Васильевич
- Андреева, Зоя Ананьевна
- Андрианов, Василий Михайлович
- Андрианов, Леонид Александрович
- Андронов, Александр Александрович
- Андропов, Юрий Владимирович
- Анпилогов, Алексей Фёдорович
- Ансип, Освальд Янович
- Антипов, Пётр Тимофеевич
- Антонов, Алексей Иннокентьевич
- Антоновская, Анна Ивановна
- Антонс, Рихард Иоганович
- Антонюк, Евдокия Васильевна
- Антонян, Артём Агабекович
- Антропова, Татьяна Ивановна
- Апольскис, Йонас Винцович
- Апушкина, Евдокия Андреевна
- Арбузов, Александр Ерминингельдович
- Ардзинба, Григорий Шагович
- Аржевитина, Агафья Степановна
- Аристов, Аверкий Борисович
- Артеев, Григорий Митрофанович
- Артемьев, Евгений Иванович
- Артемьев, Павел Артемьевич
- Арутинов, Григорий Артемьевич
- Арутюнов, Баграт Николаевич
- Арутюнян, Арамаис Багратович
- Архипова, Таисия Ивановна
- Асадбекова, Мойшугнон
- Аскеева, Куляш
- Асланов, Рза Али Паша оглы
- Асланова, Чимназ Абдул Али кызы
- Астафьева, Любовь Владимировна
- Атаджанова, Анабиби
- Атакишиев, Ага Салим Ибрагим оглы
- Атамедов, Куванч
- Афанасьев, Игорь Михайлович
- Афанасьев, Илларион Афанасьевич
- Афонов, Иван Ильич
- Ахазов, Тимофей Аркадьевич
- Ахмадалиева, Машрапхон
- Ахмедов, Агамирза Мирза Али оглы
- Ахмедов, Мирза Саидович
- Ахунбаев, Иса Коноевич
- Ахундова, Рубаба Мамед кызы
- Ашихмина, Вера Акимовна
- Аюбова, Писта Ханум Мамед Рза кызы

## Б
- Бабаев Сухан Бабаевич
- Бабаевский Семён Петрович
- Бабенко Потап Васильевич
- Бабич Василий Иванович
- Багиров Мир Джафар Аббасович
- Багирова Басти Масым кызы
- Баграмян Иван Христофорович
- Бажан Николай Платонович
- Бажов Павел Петрович
- Базанова Найля Уразгуловна
- Базекин, Анатолий Фёдорович
- Байков, Алексей Кондратьевич
- Байкова, Раиса Николаевна
- Байкузиев, Рахим
- Байрамдурдыев, Таган
- Байузаков, Хасен Байузакович
- Бакрадзе, Валериан Минаевич
- Бакрадзе, Давид Ильич
- Балавадзе, Максим Константинович
- Балагуров, Яков Алексеевич
- Баламетов, Баламет Юзахмед оглы
- Барамия, Михаил Иванович
- Баранаускас, Болесловас Антанович
- Баранов, Алексей Алексеевич
- Баранов, Сергей Фёдорович
- Баратова, Кабилямо
- Бардин, Иван Павлович
- Бардина, Клавдия Платоновна
- Басистый, Николай Ефремович
- Баскаков, Михаил Иванович
- Батамиров, Анатолий Михайлович
- Батраков, Сергей Александрович
- Батырмурзаев, Абдулгамид Нухаевич
- Батыров, Шаджа Батырович
- Бегельдинов, Талгат Якубекович
- Бегма, Василий Андреевич
- Бейсембаев, Абиль
- Бектемиров, Исмаил
- Белан, Роман Васильевич
- Белобородов, Афанасий Павлантьевич
- Белов, Павел Алексеевич
- Белоглазов, Павел Никифорович
- Белоусов, Алексей Тимофеевич
- Белых, Анна Григорьевна
- Бельченко, Сергей Саввич
- Бельчусова, Матрёна Владимировна
- Беляев, Николай Ильич
- Белянский, Александр Александрович
- Березин, Иван Филиппович
- Берия, Лаврентий Павлович
- Бертель, Ольга Андреевна
- Беспалова, Анисия Фёдоровна
- Бечвая, Кирилл Георгиевич
- Биганенко, Никифор Ильич
- Блаженов, Виктор Григорьевич
- Блинов, Иван Петрович
- Бобокалонов, Пулат
- Боборыкин, Анастасий Лукич
- Бобошина, Наталья Моисеевна
- Бобырь, Илья Калинович
- Богатырь, Захар Антонович
- Богданов, Николай Кузьмич
- Богданов, Семён Ильич
- Боголюбов, Николай Семёнович
- Богославский, Владимир Матвеевич
- Божок, Иван Егорович
- Бойкачёв, Григорий Мефодиевич
- Бойцов, Иван Павлович
- Боковели, Платон Семёнович
- Болдонова, Ксения Аполлоновна
- Болтенко, Савва Афанасьевич
- Большаков, Дмитрий Григорьевич
- Бондаренко, Анатолий Степанович
- Бондарь, Алексей Георгиевич
- Бондарь, Иван Иосифович
- Боринский, Даниил Прокофьевич
- Борисов, Семён Захарович
- Борков, Геннадий Андреевич
- Бочаров, Иван Лазаревич
- Бочкарёв, Александр Панкратьевич
- Бредюк, Николай Никандрович
- Брежнев, Леонид Ильич
- Бровко, Фёдор Григорьевич
- Брума, Ефим Никитович
- Брындин, Пётр Филиппович
- Бубновский, Никита Дмитриевич
- Будённый, Семён Михайлович
- Будько, Яков Калинович
- Букин, Михаил Афанасьевич
- Буков, Емилиан Нестерович
- Булавас, Йонас Йонович
- Булганин, Николай Александрович
- Булдыгин, Валентин Григорьевич
- Бурдаков, Семён Николаевич
- Буркацкая, Галина Евгеньевна
- Бутенко, Григорий Прокофьевич
- Бызов, Алексей Петрович
- Быков, Иван Тимофеевич
- Быков, Павел Борисович
- Быстрова, Клавдия Дмитриевна

## В
- Вавилов Сергей Иванович
- Вагапов Сабир Ахмедьянович
- Вайчюнас Пятрас Йонович
- Валеев Ганий Нурмухаметович
- Валеев Самигулла Хисматуллович
- Валигура Иван Трофимович
- Варницкая, Стефанида Ивановна
- Варданян Егише Геворкович
- Васалатий, Александра Савишна
- Василевская Ванда Львовна
- Василевская, Вера Григорьевна
- Василевский Александр Михайлович
- Васильев Александр Михайлович
- Васильев Степан Иннокентьевич
- Васильев Фёдор Романович
- Васильева, Елена Васильевна
- Васильева, Ольга Фёдоровна
- Вахабов Мавлян Гаффарович
- Вахеоя Мария
- Вацек Иван Прокофьевич
- Ваш Иван Михайлович
- Везиров Сулейман Азад оглы
- Веймер Арнольд Тынувич
- Векилов Самед Вургун Юсиф оглы
- Векилова Джемиле
- Велиханова, Сара Ибрагим кызы
- Величко Василий Николаевич
- Венцлова Антанас Томасович
- Вердыш Дмитрий Иванович
- Веремчук, Александра Даниловна
- Веселис, Феликс Феликсович
- Ветчинкин Кузьма Фёдорович
- Визгалова, Евдокия Фёдоровна
- Винокуров Илья Егорович
- Виткаускас Винцас Иосифович
- Вишневский Дмитрий Константинович
- Владимирский Михаил Фёдорович
- Власов, Михаил Калистратович
- Вовк, Мария Фёдоровна
- Вокуева Ольга Ивановна
- Волгина, Зинаида Никифоровна
- Волков Иван Алексеевич
- Волкова, Анна Александровна
- Волкова, Мария Петровна
- Волконская, Мария Владимировна
- Володин, Николай Павлович
- Волокитин, Степан Фёдорович
- Волошин, Иван Митрофанович
- Волошина, Мария Яковлевна
- Волчков, Василий Васильевич
- Вольскис, Стасис Антанович
- Воробьёв, Владимир Ильич
- Вороков, Люна Ордашукович
- Воронов Геннадий Иванович
- Ворончихин, Семён Иванович
- Ворошилов Климент Ефремович
- Вотинцев, Василий Петрович
- Врубель, Вера Викентьевна
- Вэлло, Александр Максимович

## Г
- Габдуллин, Закий Габдуллович
- Габдуллин Малик
- Габитов Абдулла Гисматуллович
- Гавриленко Николай Георгиевич
- Гаврилюк, Ефросиния Михайловна
- Гаврищук Григорий Васильевич
- Гадлия, Мария Владимировна
- Гадолиев Курбоншо
- Гаевой Антон Иванович
- Гаевой Тимофей Владимирович
- Газзаев Алексей Парсаданович
- Галицкий Кузьма Никитович
- Галкин Лев Фёдорович
- Гапбаев, Иван Александрович
- Гапий Дмитрий Гаврилович
- Гарбекене, Мария Юозовна
- Гареев, Муса Гайсинович
- Гарибян, Ребека Бениаминовна
- Гармаев, Доржи Гармаевич
- Гармаш, Дарья Матвеевна
- Гасанов, Гасан Мамед оглы
- Гафуров, Бободжан Гафурович
- Гвишиани, Михаил Максимович
- Гедвилас, Мечисловас Александрович
- Гедегулов, Мрухаб Бидович
- Гейдаров, Назар Гейдар оглы
- Гейко, Анна Абрамовна
- Генералов, Фёдор Степанович
- Георгиу, Наталья Константиновна
- Герасимов, Сергей Аполлинариевич
- Гирченко, Евдокия Ивановна
- Гирченко, Яков Архипович
- Гиталов, Александр Васильевич
- Глухих, Андриан Максимович
- Говоров, Леонид Александрович
- Гогитидзе, Назико Хасановна
- Гоглидзе, Сергей Арсеньевич
- Гоголишвили, Мамия Алексеевич
- Гоголь, Анна Григорьевна
- Гогуа, Василий Барнабович
- Годунов, Сергей Васильевич
- Головатый, Ферапонт Петрович
- Головин, Николай Михайлович
- Гольденберг, Розалия Михайловна
- Гонтарёва, Мария Григорьевна
- Гончаренко, Сергей Степанович
- Горбатов, Александр Васильевич
- Горбачёв, Пётр Георгиевич
- Горбушин, Иван Данилович
- Горгонов, Иван Иванович
- Горкин, Александр Фёдорович
- Горошко, Василий Яковлевич
- Горячев, Илья Константинович
- Готчиев, Алексей Павлович
- Грабин, Василий Гаврилович
- Гребенник, Кузьма Евдокимович
- Гребенщиков, Илья Васильевич
- Греков, Борис Дмитриевич
- Грецкая, Лидия Андреевна
- Гречко, Андрей Антонович
- Гречуха, Михаил Сергеевич
- Гриб, Степанида Ивановна
- Грибовская, Акулина Авксентьевна
- Григорьян, Ваган Григорьевич
- Григорян, Акоп Сираканович
- Григорян, Берсабе Александровна
- Гринько, Фёдор Митрофанович
- Гриценко, Александр Васильевич
- Гришин, Иван Тимофеевич
- Гришин, Константин Николаевич
- Гришко, Григорий Елисеевич
- Грушецкий, Иван Самойлович
- Грыза, Алексей Андрианович
- Губин, Владимир Владимирович
- Гугучия, Александр Илларионович
- Гудырев, Афанасий Николаевич
- Гулакян, Армен Карапетович
- Гуляев, Матвей Трофимович
- Гуляев, Прокопий Васильевич
- Гумаров, Зулкарнай
- Гунибеков, Мамед
- Гунина, Любовь Николаевна
- Гусаров, Николай Иванович
- Гусев, Николай Иванович
- Гусятникова, Прасковья Васильевна
- Гутова, Камсир Хасетовна
- Гучмазов, Иван Максимович

## Д
- Давитадзе, Дауд Алиевич
- Дамаскин, Василий Никифорович
- Дамберг, Вольдемар Францевич
- Данзанов, Тогочи Данзанович
- Данилова, Лидия Петровна
- Даниялов, Абдурахман Даниялович
- Дгебуадзе, Нина Калистратовна
- Деглав, Арнольд Фридрихович
- Деглавс, Фрицис Юрьевич
- Дедов, Афанасий Лукьянович
- Дейкун, Николай Алексеевич
- Делба, Михаил Константинович
- Дербинов, Василий Никитич
- Джалилов, Раджаб Али
- Джаналиев, Кадыралы
- Джанджгава, Владимир Николаевич
- Джафаров, Али Асад оглы
- Джафаров, Маил Исмаил оглы
- Джафарова, Зарбаф
- Джумаев, Сайдали
- Джумаева, Махфират
- Джуманазаров, Матеке
- Джураев, Мухитдин
- Дзокаев, Константин Хаматканович
- Дикамбаев, Казы Дикамбаевич
- Дикань, Василий Павлович
- Динмухаметов, Галей Афзалетдинович
- Диордица, Александр Филиппович
- Длугошевский, Константин Наумович
- Добронравина, Пелагея Ивановна
- Додхудоев, Назаршо
- Додь, Феодосий Леонтьевич
- Долгих, Иван Ильич
- Домахина, Мария Алексеевна
- Донец, Ксения Петровна
- Доржулдай, Монгуш Омбу
- Доспаева, Балганым Нуртасовна
- Дрампян, Каринэ Мелконовна
- Дружинин, Владимир Николаевич
- Дубковецкий, Фёдор Иванович
- Дубровина, Людмила Викторовна
- Дудинов, Олимпий Аврамиевич
- Дунц, Альберт Адамович
- Дурдыева, Бернагуль
- Духанин, Ефим Иванович
- Дюдяев, Николай Васильевич

## Е
- Евдокимова, Александра Ивановна
- Егоров, Александр Николаевич
- Егоров, Алексей Андреевич
- Егоров, Иван Степанович
- Елькина, Анна Михайловна
- Емельянов, Александр Осипович
- Емельянов, Иван Абрамович
- Емельянов, Степан Фёдорович
- Емцов, Василий Яковлевич
- Енютин, Георгий Васильевич
- Еолян, Рубен Осипович
- Епишев, Алексей Алексеевич
- Ерёменко, Андрей Иванович
- Ерикеев, Ахмед Фазылович
- Ерлепесов, Мухамеджан Ногаевич
- Ермеков, Байбек
- Ершова, Тамара Ивановна
- Ефимов, Александр Павлович
- Ефимова, Вера Григорьевна
- Ефимчук-Дьячук, Ульяна Васильевна
- Ефремов, Александр Илларионович

## Ж
- Жанбаев Сагалбай
- Жапаков Науруз
- Жардан, Дмитрий Прокопович
- Жданов Леонид Афанасьевич
- Жданова, Нина Александровна
- Иван Кузьмич Жегалин
- Иван Иосифович Жибуркус
- Павел Фёдорович Жигарев
- Яким Александрович Жилянин
- Жубаназарова, Сарсенкуль
- Георгий Константинович Жуков
- Константин Павлович Жуков
- Алексей Петрович Журавлёв
- Журжиу, Фёдор Степанович

## З
- Загафуранов, Файзрахман Загафуранович
- Заговельев, Александр Петрович
- Задоенко, Иван Кириллович
- Заикин, Иван Михайлович
- Зайцев, Василий Васильевич
- Закурдаев, Александр Семёнович
- Закурдаев, Василий Иванович
- Замбахидзе, Григорий Никифорович
- Заринь, Вероника Кондратьевна
- Захаров, Георгий Фёдорович
- Звиедрис, Мирдза Эдуардовна
- Зиминь, Марта Яновна
- Зимовец, Серафим Никитович
- Зимянин, Михаил Васильевич
- Зоделава, Ивлиан Самсонович
- Зуева, Татьяна Михайловна

## И
- Ибрагимов, Джунус
- Ибрагимов, Мирза Аджар оглы
- Ибрагимова, Хатыма Ахмедзяновна
- Иванов, Алексей Андреевич
- Иванов, Василий Иванович
- Иванов, Илья Иванович
- Иванов, Соломон Матвеевич
- Иванов, Янис Андреевич
- Иванова, Анна Фёдоровна
- Иванова, Антонина Дементьевна
- Иванова, Мария Ивановна
- Игнатенко, Григорий Николаевич
- Игнатов, Николай Григорьевич
- Игнатов, Степан Андреевич
- Игнатьев, Семён Денисович
- Иевлев, Василий Васильевич
- Иллиссон, Леонхард-Фридрих Адович
- Ильюшин, Сергей Владимирович
- Иманалиев, Абдулмаджин
- Иманалиев, Шадыкан
- Имнадзе, Акакий Габриелович
- Иргужиева, Багила Тулегеновна
- Исабекова, Зейне
- Исаев, Магомед Исаевич
- Исак, Карл Оттович
- Искандаров, Джурабек
- Ислам-заде, Ислам Мамедович
- Ишантураева, Сара
- Ишханов, Сергей Мартынович

## К
- Кабанов Павел Андреевич
- Кавалерс, Карл Эдуардович
- Каверзнев Михаил Кириллович
- Каганович Лазарь Моисеевич
- Каде Халид Баткериевич
- Кадымова, Седа Рызаевна
- Казакевичюс, Алоизас Игнович
- Казаковская, Анна Андреевна
- Казарян Енок Семёнович
- Казмахов Израил Муссович
- Каиров Иван Андреевич
- Кайназарова Суракан
- Калашников Михаил Тимофеевич
- Калинин Пётр Захарович
- Калининский Михаил Иванович
- Калласте, Александр
- Калнберзин Ян Эдуардович
- Калугер, Анна Ильевна
- Кальченко Никифор Тимофеевич
- Камалов Сабир Камалович
- Камбаров Мурадали
- Камбаров Турсун
- Каменщиков, Иван Фролович
- Канапин Амир Канапинович
- Канаш Сергей Степанович
- Капралов Пётр Михайлович
- Каптагаев Мухтар
- Караев Джума Дурды
- Каранадзе Григорий Теофилович
- Карапетян Саак Карапетович
- Карасёв Александр Петрович
- Карасёв Игнатий Андреевич
- Карачев Багомед
- Карданов, Шагир Потович
- Кардович Иосиф Митрофанович
- Карецкас Пятрас Ионович
- Каржаубаев Габдулла Шалкарович
- Каримова, Турсуной Рахматулаевна
- Каротамм Николай Георгиевич
- Карпова Дарья Кузьминична
- Карынбаев Сибугатулла Рыскалиевич
- Касимов Дмитрий Васильевич
- Катков Фёдор Григорьевич
- Каунайте, Мария Прановна
- Кафар-заде Султан Асадулла оглы
- Качкеев Кадыркул
- Кашников, Филипп Иванович
- Квасов Григорий Васильевич
- Кельмяшкин, Алексей Максимович
- Керефов, Камбулат Наурзович
- Керимбаев Даниял Керимбаевич
- Керимов Али Хабиб оглы
- Кецховели Захарий Николаевич
- Кидин Александр Николаевич
- Кидирбаева, Урингуль
- Кизатов Жалел Кизатович
- Кикнадзе Григорий Семёнович
- Кинжаев Ходи Исабаевич
- Кипшидзе Николай Андреевич
- Кириленко Андрей Павлович
- Кириллова, Мария Григорьевна
- Кириченко Алексей Илларионович
- Кирсанов Яков Михайлович
- Кирхенштейн Август Мартынович
- Киселёв Иван Александрович
- Киселёв Кузьма Венедиктович
- Киселёв Николай Васильевич
- Китаев Михаил Илларионович
- Клещёв Алексей Ефимович
- Клименко Василий Константинович
- Клюкин, Николай Михайлович
- Ключенко, Вера Петровна
- Князева, Анна Васильевна
- Ковалёв, Алексей Родионович
- Ковалёв Герман Васильевич
- Ковалёва, Серафима Григорьевна
- Коваленко Георгий Ефремович
- Коваль Алексей Григорьевич
- Коваль Николай Григорьевич
- Ковальчук Николай Кузьмич
- Ковпак Сидор Артемьевич
- Коденко, Кирилл Гаврилович
- Кожалепесова, Бегзада
- Кожевников, Степан Филиппович
- Кожедуб Иван Никитович
- Козак Семён Антонович
- Козел, Александр Константинович
- Козиков, Фёдор Александрович
- Козлов Алексей Иванович
- Козлов Василий Иванович
- Козлов Фрол Романович
- Козлова Елена Борисовна
- Кокая Григорий Нестерович
- Кокорев Павел Антонович
- Коломыченко, Василий Афанасьевич
- Колпаков Влас Иванович
- Колущинский Евгений Петрович
- Колышев Евгений Фёдорович
- Компанец Иван Данилович
- Кондаков Александр Андреевич
- Кондратенко Андрей Павлович
- Кондратьев Григорий Иванович
- Кондратьева, Мария Алексеевна
- Конев Иван Степанович
- Коновалов Николай Семёнович
- Кононенко, Прасковья Ивановна
- Кононов Семён Константинович
- Константинов, Георгий Степанович
- Корепанов Павел Петрович
- Корепанова, Мария Ивановна
- Корнеев, Николай Степанович
- Корнейчук, Александр Евдокимович
- Корниец, Леонид Романович
- Корнилов, Николай Михайлович
- Коробов, Иван Григорьевич
- Коротеев, Константин Аполлонович
- Коротков, Сергей Ксенофонтович
- Коротченко, Демьян Сергеевич
- Корхмазян, Сергей Аркадьевич
- Корчагин, Павел Николаевич
- Косарёва, Анна Васильевна
- Костенко, Пётр Иванович
- Костогрыз, Сергей Андреевич
- Костюк, Самуил Семёнович
- Костюченко, Сергей Филиппович
- Косыгин, Алексей Николаевич
- Котельникова, Зинаида Васильевна
- Кохреидзе, Шалва Фёдорович
- Кочергов, Василий Никитович
- Кочламазашвили, Иосиф Дмитриевич
- Кочубей, Антон Самойлович
- Кошкин, Николай Александрович
- Крамаренко, Мелания Ивановна
- Крапивин, Иван Николаевич
- Красенков, Борис Васильевич
- Кривонос, Пётр Фёдорович
- Криштофович, Мирон Емельянович
- Круглов, Сергей Иванович
- Кружков, Владимир Семёнович
- Круклис, Антон Юльянович
- Круминьш, Вилис Карлович
- Крупеня, Василий Никитич
- Крылов, Леонид Иванович
- Крылов, Митрофан Григорьевич
- Крылов, Николай Иванович
- Крюков, Дмитрий Николаевич
- Крюндель, Август Францевич
- Куанышпаев, Калибек
- Кувшинов, Пётр Иванович
- Кувыкин, Степан Иванович
- Кугушева, Анна Владимировна
- Кудайбергенов, Утеу
- Кудайбердыева, Калы
- Куджиашвили, Иван Петрович
- Кудрявцев, Александр Васильевич
- Кудрявцева, Екатерина Александровна
- Кудряев, Владимир Георгиевич
- Кудряшов, Геннадий Яковлевич
- Кудь, Моисей Васильевич
- Кузик, Леонид Иванович
- Кузнецов, Александр Алексеевич
- Кузнецов, Андрей Алексеевич
- Кузнецов, Василий Васильевич
- Кузнецов, Василий Николаевич
- Кузнецов, Иван Петрович
- Кузнецов, Иван Степанович
- Кузнецова, Клавдия Степановна
- Кузьмин, Михаил Васильевич
- Кулаков, Фёдор Давыдович
- Кулатов, Турабай Кулатович
- Кулиев, Теймур Имам Кули оглы
- Кулов, Кубади Дмитриевич
- Кулумбекова, Мария Григорьевна
- Кулухов, Илья Давидович
- Кульмамедов, Аман
- Кумец, Анна Трофимовна
- Куприянова, Пелагея Ивановна
- Курбанаева, Халима Абдулловна
- Курбанов, Аман Мамедович
- Курбанова, Муминат
- Курганова, Мария Яковлевна
- Курмашева, Асьма Карабековна
- Курочкин, Евгений Григорьевич
- Курчатов, Игорь Васильевич
- Кутлушин, Ахмадиша Кутлушинович
- Кутлыев, Нобат
- Кутырев, Алексей Михайлович
- Куусинен, Отто Вильгельмович
- Кэбин, Йоханнес Густавович

## Л
- Лааз, Тамара Карловна
- Лавочкин Семён Алексеевич
- Лаврентьева, Анна Петровна
- Лаврентьева, Наталья Ивановна
- Лайвиньш, Вильгельм Янович
- Ланцов, Пётр Акимович
- Лапшин, Антон Прокопьевич
- Ларин, Яков Васильевич
- Ларионов Алексей Николаевич
- Латкина, Людмила Ивановна
- Латунов, Иван Сергеевич
- Лауристин Ольга Антоновна
- Лацис Вилис Тенисович
- Лебедев Иван Кононович
- Лебедев, Иосиф Дмитриевич
- Лебедева, Зинаида Александровна
- Лебедков, Андрей Дмитриевич
- Левицкая, Мария Яковлевна
- Левкова, Татьяна Васильевна
- Левоева, Анна Андреевна
- Лееде, Вальмар Янович
- Лежнин, Тимофей Иванович
- Леиньш Паулис Янович
- Лелашвили, Михаил Михайлович
- Ленчевский, Константин Николаевич
- Леонов, Василий Антонович
- Леонов Леонид Максимович
- Леськова, Мария Антоновна
- Липка, Фёдор Филимонович
- Литвинов, Павел Андреевич
- Литовченко, Григорий Павлович
- Лихачёв, Дмитрий Иванович
- Лихачёв Иван Алексеевич
- Лихачёва, Евдокия Васильевна
- Личук, Юстин Теодорович
- Лобанок Владимир Елисеевич
- Лобастов, Иван Гурьянович
- Лобсанов, Будажап Лобсанович
- Логвиненко, Михаил Ильич
- Логинова, Анна Яковлевна
- Ломбак Иоган Яковлевич
- Лукашевич, Алексей Петрович
- Лукьянов, Владимир Васильевич
- Лучинский, Александр Александрович
- Лысенко, Мария Григорьевна
- Лысенко, Трофим Денисович
- Лысов, Пётр Николаевич
- Львова, Прасковья Фёдоровна
- Людников, Иван Ильич
- Люскова, Александра Евгеньевна
- Ляликова, Надежда Ивановна
- Ляудис, Казимерас Францевич
- Ляшко, Мария Феофановна

## М
- Мавлянов Абдуразак
- Магомаев Джамал-Эддин Муслимович
- Магомедова Айшат Магомедовна
- Маджидова, Рабия
- Мажиев, Бальжинима
- Мазуров Кирилл Трофимович
- Максимов Фёдор Павлович
- Малахов Николай Никитич
- Маленков Георгий Максимилианович
- Малехоньков Григорий Андреевич
- Малинин Михаил Сергеевич
- Малиновский Родион Яковлевич
- Малышев Вячеслав Александрович
- Мальбахов Тимбора Кубатиевич
- Мальцев Михаил Васильевич
- Мальцев, Николай Ильич
- Мальцев Терентий Семёнович
- Малютин Андрей Миронович
- Мамаев Роман Михайлович
- Мамбетов Болот Мамбетович
- Мамедов Газанфар Джафар оглы
- Мамедов Джабраил Ибрагим оглы
- Мамедова Джерен
- Мамедсеидова, Гульджан
- Мамиев Моисей Ильич
- Мамулов Степан Соломонович
- Мануильский Дмитрий Захарович
- Маргарян, Синот Оганесович
- Мардеев Хузий Шаймарданович
- Маркарян Рубен Амбарцумович
- Марков Василий Сергеевич
- Мартиросян Мариам Петровна
- Мартыненко Иван Михайлович
- Мартынов, Григорий Алексеевич
- Мартьянова, Екатерина Васильевна
- Марфенков, Иван Гаврилович
- Марченко, Павел Емельянович
- Матвеева, Людмила Сергеевна
- Материкова Мария Прокофьевна
- Матиашвили, Тамара Михайловна
- Матулис Юозас Юозович
- Махль, Рихард Томасович
- Махмудов Насыр
- Махмудов, Хамро
- Мацияускас, Иван Иванович
- Мацкевич Владимир Владимирович
- Машеров Пётр Миронович
- Мгеладзе Акакий Иванович
- Медведев, Дементий Леонтьевич
- Медин, Михаил Семёнович
- Межова, Варвара Васильевна
- Мельник Дмитрий Никанорович
- Мельников Леонид Георгиевич
- Мельников Роман Ефимович
- Мерденова, Клавдия Урусовна
- Мередова, Амандурсун
- Мерецков Кирилл Афанасьевич
- Меркушкин, Григорий Яковлевич
- Метляев, Павел Кузьмич
- Мехнецов, Фёдор Сергеевич
- Мехоношин, Афанасий Петрович
- Микаелян Сурен Агасович
- Микоян Анастас Иванович
- Микоян Артём Иванович
- Минин, Пётр Васильевич
- Мирза-Ахмедов, Мансур Зияевич
- Мирзаев, Тишабай
- Миркасимов, Мир Асадулла Мир Алескер оглы
- Мироненко, Прасковья Ивановна
- Миронов, Ливерий Евграфович
- Мирцхулава, Александр Иорданович
- Митин, Марк Борисович
- Митюшев, Дмитрий Васильевич
- Михайлов, Михаил Григорьевич
- Михайлов, Николай Александрович
- Михайлов, Фёдор Моисеевич
- Михайлова, Екатерина Марковна
- Мицкевич, Константин Михайлович (Якуб Колас)
- Молотов, Вячеслав Михайлович
- Мордовец, Иосиф Лаврентьевич
- Морозов, Пётр Фёдорович
- Москаленко, Валентин Иванович
- Москаленко, Кирилл Семёнович
- Москвин, Василий Арсентьевич
- Мошенский, Филипп Савельевич
- Мошников, Иван Васильевич
- Музруков, Борис Глебович
- Мулькамонов, Джифон
- Мулявко, Августа Матвеевна
- Муратов, Зиннат Ибятович
- Муратов, Фёдор Николаевич
- Мустафаев, Имам Дашдемир оглы
- Мусхелишвили, Николай Иванович
- Мухина, Прасковья Ивановна
- Мухитдинов, Нуритдин Акрамович
- Мятиев, Сеидназар

## Н
- Набиев, Малик Расулович
- Надырбабаева, Она
- Назаренко Иван Дмитриевич
- Назаров, Павел Назарович
- Назаров, Сафарали
- Назарова, Нина Степановна
- Назирова Мина Башировна
- Намсараев Хоца Намсараевич
- Нарсия, Григорий Евсеевич
- Натрошвили, Арчил Георгиевич
- Наумкин, Никанор Зотович
- Недосекин Виктор Иванович
- Немежиков, Тарас Николаевич
- Немчинов, Николай Матвеевич
- Нерсесян, Степан Сергеевич
- Несмеянов Александр Николаевич
- Никитин, Константин Иванович
- Никитин Павел Николаевич
- Николаев Борис Фёдорович
- Николаев Константин Кузьмич
- Никольский Иннокентий Михайлович
- Ниязов Амин Ирматович
- Новик Альфонс Андреевич
- Нормурадова, Ихболь
- Носов Григорий Иванович
- Нургазиева, Фатима Нургазиевна
- Нурутдинов Сиродж
- Ныммик, Валло Юханович
- Нюнка Владас Юозович

## О
- Обносов, Пётр Степанович
- Обухов Макар Михайлович
- Оглоблин Алексей Алексеевич
- Одар, Георг Александрович
- Озарский, Эдуард Иосифович
- Озолинь Карл Мартынович
- Олейник Захарий Фёдорович
- Олексенко Степан Антонович
- Омаров Ильяс Омарович
- Ондар, Серээ Караолович
- Оника, Раиса Дионисьевна
- Органов Николай Николаевич
- Орлов Алексей Петрович
- Орлова, Зиновия Алексеевна
- Орловский, Кирилл Прокофьевич
- Осипов, Александр Петрович
- Осипов, Георгий Иванович
- Осипов, Иван Васильевич
- Осипов, Пётр Дмитриевич
- Остров, Ян Петрович
- Отке
- Оя, Вольдемар Карлович

## П
- Павленко Пётр Андреевич
- Павлов, Яков Кузьмич
- Павловский Евгений Никанорович
- Павлюк, Ольга Мефодиевна
- Пазиков Хабир Мухарамович
- Пакуль Эльфрида Яновна
- Палдынь Ева Яновна
- Палецкис Юстас Игнович
- Палладин Александр Владимирович
- Паллас, Пауль Тимотхеусович
- Панеш, Гошсох Малаховна
- Панов Борис Иванович
- Паноев, Атомамад
- Пантиков Пётр Петрович
- Панфёров Фёдор Иванович
- Панюков Александр Алексеевич
- Папоян, Исак Александрович
- Папян, Мацак Петросович
- Парамонов, Николай Петрович
- Паращенко, Никита Иванович
- Пастухов, Василий Лаврентьевич
- Пастушенко, Пётр Никитович
- Пасынков, Иван Иванович
- Патоличев, Николай Семёнович
- Патон, Евгений Оскарович
- Пахтеев, Павел Агапович
- Пашкин, Николай Семёнович
- Пашков, Григорий Иосифович
- Пелехатый, Кузьма Николаевич
- Пельше, Арвид Янович
- Первухин, Михаил Георгиевич
- Переверзев, Никита Петрович
- Перова, Феодосия Стефановна
- Петров, Александр Михайлович
- Петров, Иван Ефимович
- Петров Иван Петрович
- Петряева, Анна Романовна
- Петряков, Алексей Николаевич
- Печищев, Александр Иванович
- Пигурнов, Афанасий Петрович
- Пизнак, Фёдор Иванович
- Пийльберг, Роберт Александрович
- Пиксин, Иван Алексеевич
- Пинков, Фёдор Максимович
- Пирузян, Арам Сергеевич
- Писарев, Василий Ильич
- Плесская, Ольга Титовна
- Плесумс, Пётр Петрович
- Плиев, Исса Александрович
- Погосов, Арутюн Варосович
- Погудина, Надежда Александровна
- Подгаевский, Виталий Васильевич
- Подольский, Николай Тимофеевич
- Позаненко, Василий Васильевич
- Покрышев, Пётр Афанасьевич
- Покрышкин, Александр Иванович
- Полещук, Анна Антоновна
- Полищук, Евгения Фёдоровна
- Половков, Иван Сергеевич
- Полоз, Пётр Матвеевич
- Пономаренко, Василий Никитович
- Пономаренко, Пантелеймон Кондратьевич
- Попов, Василий Яковлевич
- Попов, Иван Тимофеевич
- Попов, Лазарь Иванович
- Попов, Маркиан Михайлович
- Попова, Мария Степановна
- Попова, Нина Антоновна
- Попова, Нина Васильевна
- Поскрёбышев, Александр Николаевич
- Поспелов, Пётр Николаевич
- Постникова, Евдокия Николаевна
- Постовалов, Сергей Осипович
- Потапов, Семён Иванович
- Похиленко, Валентина Ивановна
- Поян, Николай Алексеевич
- Праздников, Пётр Андреевич
- Прасс, Филипп Михайлович
- Предтеченский, Александр Михайлович
- Прейкшас, Казис Казевич
- Прибыткова, Янина Леонтьевна
- Приймачук, Анна Иосифовна
- Примов, Кашакбай
- Притыцкий, Сергей Осипович
- Прокконен, Павел Степанович
- Проос, Кати Петровна
- Протодьяконов, Василий Андреевич
- Профатилов, Илья Иванович
- Пузанов, Александр Михайлович
- Пурцхванидзе, Шалва Естатиевич
- Пустика, Ирина Иосифовна
- Пухлёнкина, Хиония Петровна
- Пухов, Николай Павлович
- Пырьев, Иван Александрович
- Пысин, Константин Георгиевич
- Пялль, Эдуард Николаевич

## Р
- Рагимов, Махмуд Джафар Кули оглы
- Рагуотис, Антанас Владиславович
- Раззаков Исхак Раззакович
- Ракицкене, Она Миколовна
- Раманаускайте, Анеле Игновна
- Расулов Джабар Расулович
- Рахимов, Касым
- Рахимова, Курбан Биби
- Рахимова, Саодат
- Рашидов Шараф Рашидович
- Резчик, Пётр Харитонович
- Решетников, Сергей Андреевич
- Решетняк Филипп Нестерович
- Ризаев, Довлет
- Рогинец Михаил Георгиевич
- Родимцев Александр Ильич
- Рожко, Георгий Демьянович
- Розова, Вера Васильевна
- Романов, Григорий Григорьевич
- Романова, Ольга Васильевна
- Романовский Владимир Захарович
- Романюк, Устина Никифоровна
- Романяк Мирослав Иосифович
- Ромашин, Михаил Петрович
- Российский, Николай Алексеевич
- Руденко Роман Андреевич
- Рудь, Герасим Яковлевич
- Румянцев, Иван Иванович
- Рухадзе, Николай Максимович
- Рухикян, Корюн Оганесович
- Рыльский Максим Фаддеевич

## С
- Сабитова, Зулиха Нигметовна
- Сабуров Александр Николаевич
- Сабуров Максим Захарович
- Саввин, Александр Иванович
- Савиных Андрей Григорьевич
- Садовников, Александр Иванович
- Садовников, Николай Григорьевич
- Садовый, Василий Григорьевич
- Саевич, Платон Васильевич
- Саидшарипова, Зебо
- Салиев, Ульмас
- Салин Минайдар Салимович
- Саллинен, Иван Устинович
- Самарханов, Хафиз Идиатович
- Сампилов Цыренжап Сампилович
- Самсонов Борис Иванович
- Санакоева, Тамара Фёдоровна
- Сапожков, Пётр Тимофеевич
- Сарыев Акмамед
- Сарыков, Керимберды
- Сарымсаков Ташмухамед Алиевич
- Сарьян Мартирос Сергеевич (Саркисович)
- Сатпаев Каныш Имантаевич
- Сафаралиева, Койкеб Камиль кызы
- Сафина, Фасахат Зиганшиновна
- Сафронов Иван Петрович
- Свиридов Владимир Петрович
- Сеидов Гасан Али оглы
- Сеитов Пиржан
- Селюкин, Михаил Осипович
- Сембаев Абдыхамит Ибнеевич
- Семёнов Алексей Дмитриевич
- Семёнова, Татьяна Ивановна
- Семиволос Алексей Ильич
- Сёмин Алексей Владимирович
- Семыкин Василий Романович
- Сенин Иван Семёнович
- Сенников, Аркадий Андреевич
- Сергеев, Павел Никонорович
- Сердюк Зиновий Тимофеевич
- Сизов, Иван Михайлович
- Силин, Иван Семёнович
- Силяев Фёдор Пахомович
- Симон, Модест Остапович
- Симонженкова Матрёна Кузьминична
- Симонов Александр Васильевич
- Симонов Константин Михайлович
- Симонов, Павел Васильевич
- Симухина, Тамара Матвеевна
- Синица Михаил Сафронович
- Синяговский Пётр Ефимович
- Сипарис Юозас Винцович
- Сирота, Василий Дмитриевич
- Ситников Георгий Семёнович
- Сихарулидзе, Василий Владимирович
- Скачков Семён Андреевич
- Скверняк, Александр Викентьевич
- Скворцов Иван Александрович
- Скрябин Константин Иванович
- Скулков Игорь Петрович
- Слепко, Илья Евсеевич
- Слободянюк Маркиян Сергеевич
- Слонь Михаил Варнаевич
- Сметанин Павел Игнатьевич
- Смирнов Дмитрий Григорьевич
- Снежко, Павлина Викентьевна
- Снечкус Антанас Юозович
- Созин, Василий Николаевич
- Соколова, Вера Ивановна
- Соколова, Мария Алексеевна
- Соколова-Пономарёва, Ольга Дмитриевна
- Соколовский Василий Данилович
- Соловьёв Иван Трофимович
- Соловьёв-Седой Василий Павлович
- Сорокина, Людмила Иосифовна
- Сорока, Николай Иванович
- Соснин, Александр Тимофеевич
- Спивак Марк Сидорович
- Сталин Иосиф Виссарионович
- Станелиене Дануте Юргевна
- Станков, Иван Иванович
- Староверов, Павел Константинович
- Староверова, Анастасия Григорьевна
- Староторжский Александр Павлович
- Стахурский Михаил Михайлович
- Степанкевич, Екатерина Васильевна
- Степанова, Александра Игнатьевна
- Степанок Даниил Тимофеевич
- Стефаник Семён Васильевич
- Стракович, Ефросинья Адамовна
- Стрельникова, Федосия Афанасьевна
- Строкач Тимофей Амвросиевич
- Струев Александр Иванович
- Ступников Михаил Максимович
- Субботин Клавдий Петрович
- Сувиров Виктор Иванович
- Суеркулов Абды Суеркулович
- Сукаускене, Александра Адомовна
- Султанов, Дехкан
- Сумбатов-Топуридзе Ювельян Давидович
- Супрунов, Валентин Кузьмич
- Суранов, Бакир
- Суранова Кумуш
- Суслов Михаил Андреевич
- Сухоруков, Изот Николаевич
- Сыромятникова, Зинаида Николаевна
- Сысоев Пётр Петрович
- Сычёв, Трофим Дорофеевич
- Сюкияйнен Иосиф Иванович

## Т
- Тайбеков Елубай Базимович
- Тайми Адольф Петрович
- Танасевский, Максим Никифорович
- Тараскин, Алексей Егорович
- Тарасов Михаил Петрович
- Тарасов Пётр Михайлович
- Тарасов Степан Никонович
- Тарасова Алла Константиновна
- Татаринцев Виталий Григорьевич
- Тахтарова, Мария Александровна
- Тебеньков, Леонид Александрович
- Тевосян Иван Фёдорович
- Телегина, Анна Михайловна
- Тельман, Юлиана Фёдоровна
- Тельпук, Борис Никонович
- Теучеж, Нух Цугович
- Техова, Мария Иордановна
- Тимашова Матрёна Фёдоровна
- Тимофеев, Пётр Тихонович
- Тимофеева, Агафья Григорьевна
- Тимошенко Семён Константинович
- Титов, Михаил Васильевич
- Титов, Павел Иванович
- Титов Фёдор Егорович
- Тихонов Николай Семёнович
- Ткач, Дмитрий Григорьевич
- Ткачёва Татьяна Изосимовна
- Ткачук Марк Яковлевич
- Тойгомбаев, Джаманкул
- Тока Салчак Калбакхорекович
- Токарев Дмитрий Степанович
- Токтоманбетова, Кулипа
- Толбаст, Борис Степанович
- Толстова-Парийская, Надежда Георгиевна
- Топуридзе, Александр Епифанович
- Торсуков, Александр Иванович
- Трифонова, Антонина Григорьевна
- Трофименко, Александр Иванович
- Трофименко, Сергей Георгиевич
- Трофименков, Николай Иванович
- Трофимов, Александр Степанович
- Трофимов, Иван Дмитриевич
- Трумбетова, Жумагуль
- Тупицын, Михаил Николаевич
- Туполев, Андрей Николаевич
- Туратбеков, Досалы
- Турдыев, Халил
- Турсун-заде, Мирзо
- Турсункулов, Хамракул
- Турышева, Анна Степановна
- Туряница, Иван Иванович
- Туткушев, Сюнюш
- Тухтубаев, Иван Иванович
- Тычина, Павел Григорьевич
- Тюхтенева, Елена Сергеевна

## У
- Увачан Василий Николаевич
- Ужев Павел Фёдорович
- Умаров, Гасан Ягияевич
- Унгурян Пётр Николаевич
- Ундасынов, Нуртас Дандыбаевич
- Уразбаев Насыр Рафикович
- Усманов, Абиджан
- Усманова, Тиник
- Усман-Ходжаев, Бузрук-Ходжа
- Успенский Николай Алексеевич
- Ууемыйз, Юханнес Юлиусович
- Ушаков, Егор Кузьмич

## Ф
- Фадеев Александр Александрович
- Фазлетдинова, Фатыма Фазлетдиновна
- Фёдоров Алексей Фёдорович
- Фёдоров, Архип Дмитриевич
- Фёдорова, Зинаида Тихоновна
- Федосюк, Александра Ивановна
- Федотов, Сергей Алексеевич
- Федюнькин Дмитрий Фёдорович
- Ферин, Михаил Алексеевич
- Филиппов Иван Маркелович
- Филиппова, Клавдия Борисовна
- Фионин, Семён Иванович
- Фотул, Мария Иосифовна
- Фролова, Прасковья Ивановна
- Фронтасьев Владимир Павлович
- Фрунзе, Мария Петровна
- Фурцева Екатерина Алексеевна

## Х
- Халикова Саида Ахмедовна
- Халмуратов Уразымбет Халмуратович
- Харитон Юлий Борисович
- Харчевникова Прасковья Ивановна
- Харченко Андрей Владимирович
- Хафизов, Вагиз Хафизович
- Хворостухин Алексей Иванович
- Хмарук, Анастасия Савовна
- Ходжаев Гани
- Хорава Акакий Алексеевич
- Хохлов Иван Сергеевич
- Хоштария Семён Георгиевич
- Хрущёв Никита Сергеевич
- Хурсан, Павел Федотович
- Хуусари Виктор Эрикович

## Ц
- Цадаса, Гамзат
- Цанава, Лаврентий Фомич
- Царюк, Владимир Зенонович
- Цимакуридзе, Кондратий Сократович
- Цулукидзе, Хусейн Алиевич
- Цхакая, Михаил Григорьевич (1865—1950), Совет Национальностей от Сухумского сельского округа Абхазской АССР
- Цховребашвили, Владимир Гедеванович
- Цыденова, Гунсын Аюшеевна

## Ч
- Чадамба Леонид Борандаевич
- Чарквиани Кандид Несторович
- Чебан, Иван Дмитриевич
- Чебан Тамара Савельевна
- Челидзе, Семён Моисеевич
- Челищева, Ольга Алексеевна
- Черкасов Николай Константинович
- Черноусов Борис Николаевич
- Черных, Мария Васильевна
- Чернышёв Василий Ефимович
- Чернышёв, Михаил Александрович
- Черченко, Матрёна Михайловна
- Чиаурели Михаил Эдишерович
- Чиботару, Фёдор Фёдорович
- Чижикова, Мария Тимофеевна
- Чиковани, Михаил Герасимович
- Чиковани Симон Иванович
- Чимба, Александр Маныгеевич
- Чирков Борис Петрович
- Чичинадзе, Давид Алексеевич
- Чичинадзе Константин Георгиевич
- Чочуа Андрей Максимович
- Чувьюрова, Александра Павловна
- Чуйков Василий Иванович
- Чулада, Ионас Винцович
- Чулетов, Мурад
- Чураев, Виктор Михайлович
- Чурин, Игнатий Лукич
- Чуркин, Василий Нестерович
- Чутких, Александр Степанович
- Чухно, Андрей Васильевич
- Чухно, Прасковья Григорьевна
- Чучукало Василий Данилович
- Чхубианишвили, Захарий Николаевич

## Ш
- Шабаев, Досу
- Шагадаев, Мунавар
- Шадрин, Константин Прокопьевич
- Шадури, Ростом Семёнович
- Шалков, Иван Андреевич
- Шамсутдинова, Зугира Шайхетдиновна
- Шаповалова, Татьяна Петровна
- Шарабан, Яков Николаевич
- Шарафеев, Саид Мингазович
- Шарипов, Ахмеджан
- Шарипова, Гавгар
- Шаройко, Марфа Дмитриевна
- Шаталин, Николай Николаевич
- Шафранов, Пётр Григорьевич
- Шацкий, Иван Петрович
- Шаяхметов, Жумабай Шаяхметович
- Шверник, Николай Михайлович
- Швецов, Аркадий Дмитриевич
- Шевчук, Амвросий Михайлович
- Шейхова, Джамилат Магомедовна
- Шекихачев, Мухамед Хагуцирович
- Шепелева, Анастасия Павловна
- Шепилов, Дмитрий Трофимович
- Шеришорина, Софья Исидоровна
- Шерстнёва, Мария Степановна
- Шилкин, Михаил Сергеевич
- Шипилов, Борис Семёнович
- Шишкин, Сергей Николаевич
- Шишонков, Василий Кузьмич
- Шкирятов, Матвей Фёдорович
- Шкицкий, Дмитрий Андреевич
- Школьный, Нестор Александрович
- Шкулипа, Ефросиния Ивановна
- Шмельков, Иван Егорович
- Шолохов, Михаил Александрович
- Штейман, Станислав Иванович
- Штырова, Александра Михайловна
- Шубин, Геннадий Николаевич
- Шувандина, Таисия Ивановна
- Шулимова, Елизавета Петровна
- Шульга, Яков Митрофанович
- Шумаускас, Мотеюс Юозович
- Шумилов, Михаил Степанович
- Шупеня, Степан Петрович
- Шупиков, Даниил Ефимович
- Шурдумов, Талиб Умарович
- Шурыгин, Павел Иванович

## Щ
- Щепакин, Михаил Дмитриевич
- Щепаник, Иван Павлович
- Щербаков, Владимир Васильевич
- Щербаков, Владимир Иванович
- Щупко, Клавдия Васильевна

## Э
- Эгнаташвили Василий Яковлевич
- Эренбург Илья Григорьевич
- Эрсарыев Оразгельды

## Ю
- Юдин Павел Фёдорович
- Юрген Ян Янович
- Юркунас, Йонас Йонович
- Юрьев, Василий Михайлович
- Юсифов Юсиф Нифтали оглы
- Юсифова, Фируза Джебраил кызы
- Юсупов Усман Юсупович
- Юшкевич Василий Александрович

## Я
- Ягодин Дмитрий Николаевич
- Ягодкина, Евдокия Григорьевна
- Якимов Пётр Михайлович
- Якобсон Аугуст Михкелевич
- Яковлев Александр Сергеевич
- Яковлев Иван Дмитриевич
- Яковлев Павел Никанорович
- Якубов Мир Теймур Мир Алекпер оглы
- Якунина, Екатерина Афанасьевна
- Янус Александр Николаевич
- Янчайтите, Татьяна Йоновна
- Ярошенко Степан Климентьевич
- Яснов Михаил Алексеевич

## Доизбранные депутаты
- Аванесян, Джавад Григорьевич (доизбран 30 сентября 1951[1])
- Азизов, Миргарифан Замалеевич (доизбран 25 ноября 1951[1])
- Алимов, Таир (доизбран 27 апреля 1952)
- Аплаев, Пётр Николаевич (доизбран 18 февраля 1951[2])
- Багдасарян, Грант Бахшиевич  (доизбран 28 сентября 1952)
- Бакулев, Александр Николаевич (доизбран 24 июня 1951[1])
- Балтушникене, Она Петровна (доизбрана 25 ноября 1951[1])
- Бекерев, Георгий Игнатьевич (доизбран 29 марта 1953)
- Блохин, Николай Николаевич (доизбран 8 июля 1951[1])
- Богданович, Виктор Митрофанович (доизбран 21 июня 1953)
- Богомолов, Михаил Антонович (доизбран 24 мая 1953)
- Борисов, Александр Филиппович (доизбран 28 октября 1951[1])
- Буздин, Василий Васильевич (доизбран 6 августа 1950[2])
- Гарцуев, Павел Николаевич (доизбран 29 марта 1953)
- Горбунов, Тимофей Сазонович (доизбран 28 декабря 1952)
- Гришин, Виктор Васильевич (доизбран 26 июля 1953)
- Дубинкин, Павел Семёнович (доизбран 1 июля 1951[1])
- Ефремов, Леонид Николаевич (доизбран 24 июня 1951[1])
- Ивашутин, Петр Иванович (доизбран 7 декабря 1952)
- Капитонов, Иван Васильевич (доизбран 24 февраля 1952[1])
- Киселёв, Виктор Иванович (доизбран 23 марта 1952)
- Кияк, Григорий Степанович (доизбран 25 февраля 1951[2])
- Козланюк, Петр Степанович(доизбран 29 июня 1952)
- Кочинян, Антон Ервандович(доизбран 22 марта 1953)
- Кузьминский, Александр Михайлович (доизбран 16 июля 1950[2])
- Кунаев, Динмухамед Ахмедович (доизбран 29 марта 1953)
- Купрадзе, Виктор Дмитриевич (доизбран 24 июня 1951[1])
- Кучава, Митрофан Ионович (доизбран 27 мая 1951[1])
- Ладанов, Пётр Фёдорович (доизбран 23 марта 1952)
- Лебедев, Александр Алексеевич (доизбран 31 мая 1953)
- Меджидов, Магомед Меджидович (доизбран 30 сентября 1951[1])
- Мокрушин, Василий Михайлович (доизбран 29 июня 1952)
- Орлов, Григорий Васильевич (доизбран 28 октября 1951[1])
- Оруджев, Сабит Атаевич (доизбран 24 мая 1953)
- Пегов, Николай Михайлович (доизбран 21 июня 1953)
- Половков, Савелий Фёдорович (доизбран 27 мая 1951[1])
- Саланов, Алексей Михайлович (доизбран 25 января 1953)
- Самсонкина, Мария Яковлевна (доизбрана 29 июля 1951[1])
- Спиридонов, Алексей Михайлович (доизбран 8 июня 1952)
- Стафийчук, Иван Иосифович (доизбран 23 декабря 1951[1])
- Суслов, Виктор Максимович (доизбран 30 сентября 1951[1])
- Твалчрелидзе, Георгий Григорьевич (доизбран 30 июля 1950[2])
- Троценко, Ефим Григорьевич (доизбран 29 марта 1953)
- Тургумбаева, Тилен (доизбран 18 февраля 1951[2])
- Холзаков, Дмитрий Михайлович (доизбран 8 июня 1952)
- Хотенков, Иван Ильич (доизбран 6 апреля 1952)
- Юсупов, Исамидин (доизбран 25 февраля 1951[2])
- Яковлев, Сергей Яковлевич (доизбран 27 января 1952[1])